# مرگ‌ها در مارس ۲۰۱۹
مرگ‌ها در مارس ۲۰۱۹ (انگلیسی: Deaths in March 2019) آنچه در پی می‌آید فهرست افراد سرشناسی است که در مارس ۲۰۱۹ درگذشته‌اند.
- در هر عنوان به‌ترتیب نام شخص، سن، ملیت، دلیل سرشناسی، علت مرگ، و منبع آمده‌است.

## مارس

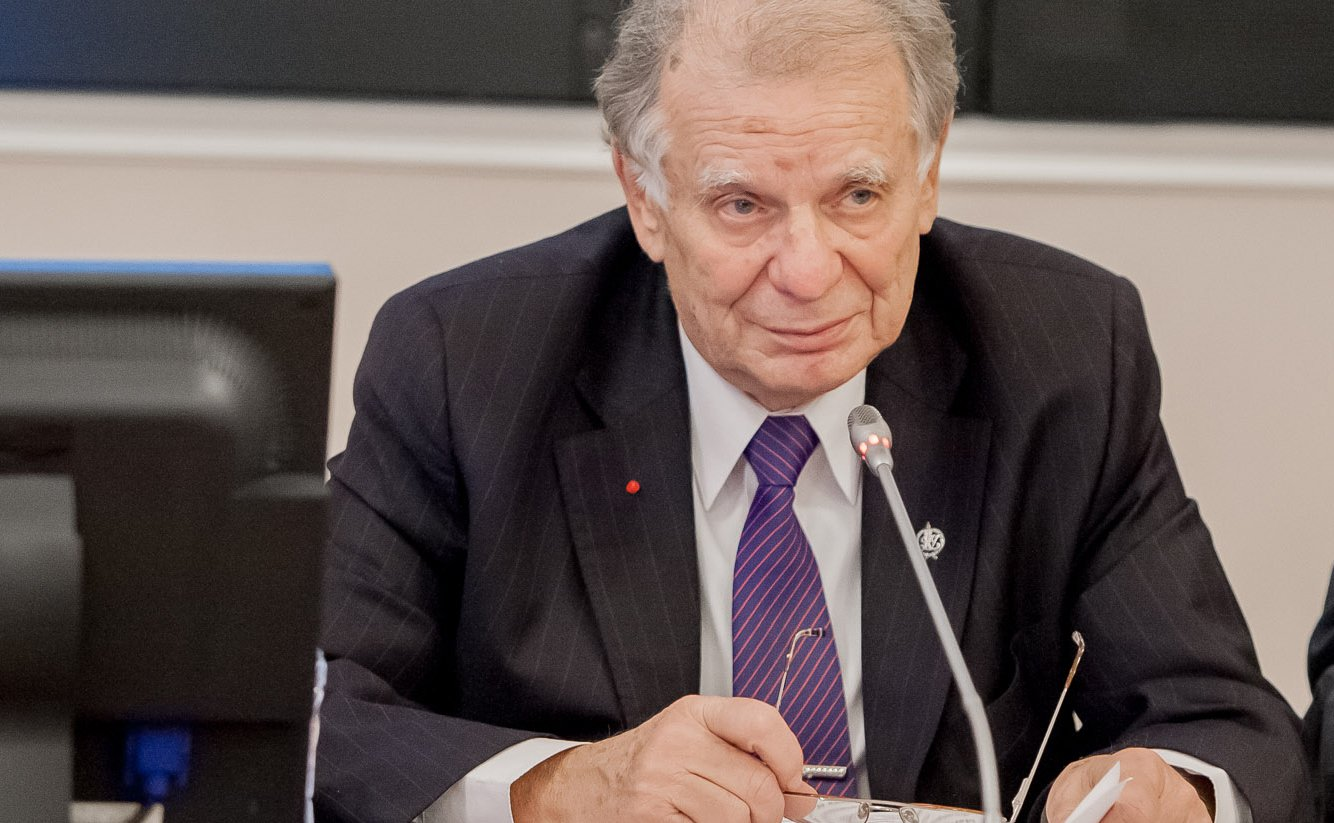
ژورس آلفروف

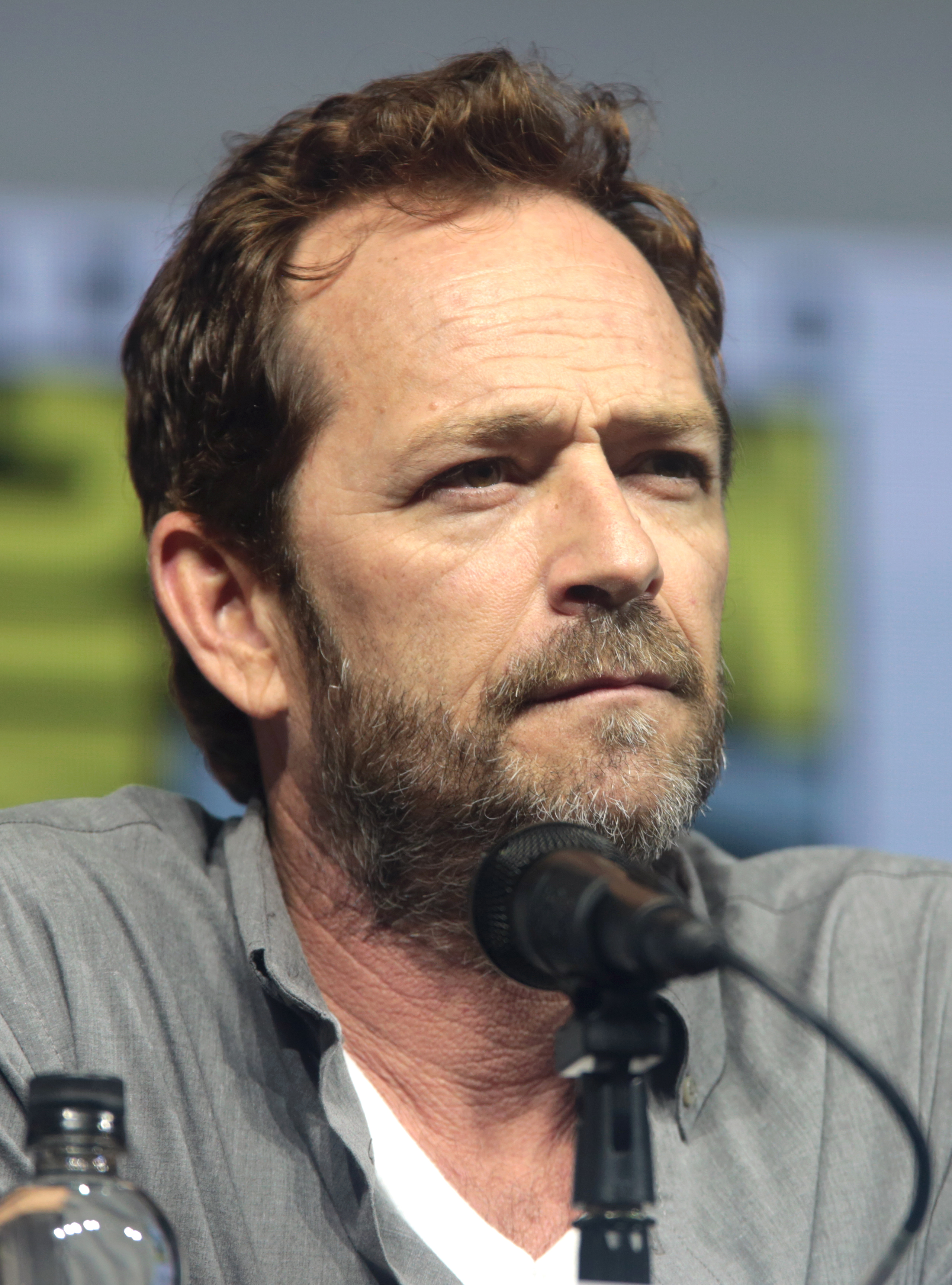
لوک پری

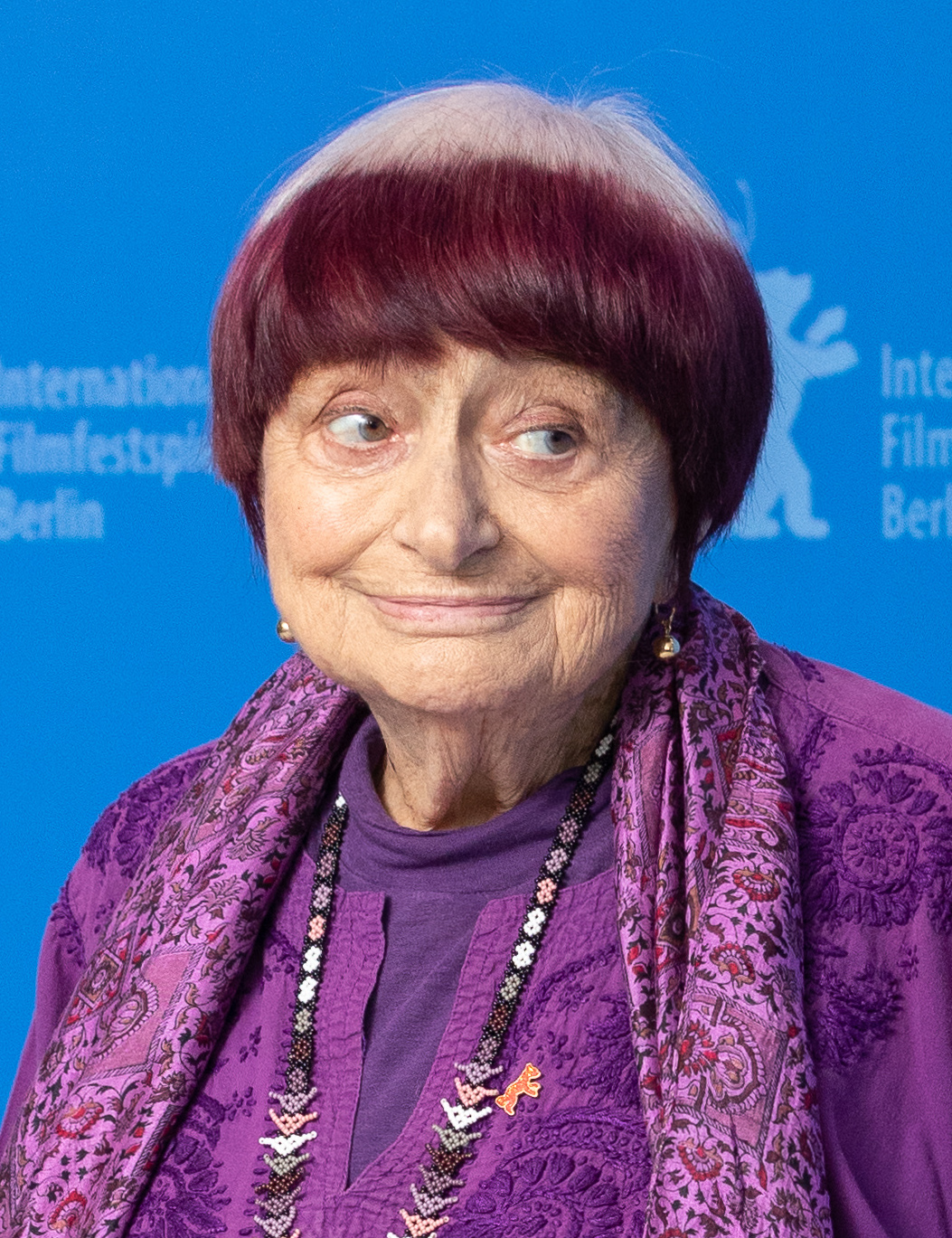
آنیس واردا

- ژورس آلفروف، ۸۸، فیزیک‌دان اهل اتحاد شوروی و روسیه.
- کوین روشه، ۹۶، معمار برجستهٔ ایرلندی-آمریکایی.
- یانیس براکیس، ۵۸، عکاس یونانی.
- مد اوندو، ۸۲، یک هنرپیشه، کارگردان فیلم، فیلم‌نامه‌نویس و تهیه‌کننده فیلم موریتانایی‌الاصل اهل فرانسه.
- کیت فلینت، ۴۹، خواننده بریتانیایی.
- کلاوس کینکل، ۸۲، سیاست‌مدار و وکیل آلمانی.
- لوک پری، ۵۲، بازیگر آمریکایی.
- ژاک لوسیه، ۸۴، آهنگساز و نوازنده فرانسوی.
- ولادیمیر اتوش، ۹۶، هنرپیشه اهل اتحاد جماهیر سوسیالیستی شوروی.
- ایرسن کوچوک، ۷۹، سیاست‌مدار جمهوری ترک قبرس شمالی.
- هال بلین، ۹۰، موسیقی‌دان اهل ایالات متحده آمریکا.
- آندریا پولاک، ۵۷، شناگر آلمانی.
- دبلیو. اس. مروین، ۹۱، شاعر، نویسنده و مترجم اهل ایالات متحده آمریکا.
- دیک دیل، ۸۱، موسیقی‌دان و نوازنده گیتار اهل ایالات متحده آمریکا.
- آلن کروگر، ۵۸، اقتصاددان آمریکایی.
- مارلین خودسیف، ۹۳، کارگردان، فیلم‌نامه‌نویس گرجی‌الاصل اهل اتحاد جماهیر شوروی.
- کیوان وحدانی، ۲۷، بازیکن فوتبال ایرانی.
- مری وارنوک، ۹۴، نویسنده و فیلسوف بریتانیایی.
- محمد مطیع، ۷۵، بازیگر ایرانی.
- اسکات واکر، ۷۶، موسیقی‌دان اهل ایالات متحده آمریکا.
- لری کوئن، ۸۲، کارگردان، تهیه‌کننده، و فیلم‌نامه‌نویس اهل ایالات متحده آمریکا.
- رافی ایتان، ۹۲، سیاست‌مدار اسرائیلی.
- نانسی گیتس، ۹۳، هنرپیشه اهل ایالات متحده آمریکا.
- والری بایکوفسکی، ۸۴، فضانورد اهل اتحاد شوروی.
- عبداللطیف ضیف الله، ۸۹، سیاست‌مدار اهل یمن.
- آنیس واردا، ۹۰، کارگردان فرانسوی (کلئو از ۵ تا ۷ و خانه‌به‌دوش)، سرطان.
- نیپسی هاسل، ۳۳، رپر و ترانه‌سرای آمریکایی.